# Mordellistena fernandezi
Mordellistena fernandezi is een keversoort uit de familie spartelkevers (Mordellidae). De wetenschappelijke naam van de soort is voor het eerst geldig gepubliceerd in 1976 door Palm.